# Dana Kimmell
Dana Kimmell (Texarkana, 26 ottobre 1959) è un'attrice statunitense.

## Biografia
Ha lavorato in alcuni film, il suo ruolo più conosciuto è quello di Chris Higgins nel classico horror Week-end di terrore del 1982. Un altro ruolo importante arrivò nel 1983 nel film d'azione Una magnum per McQuade, in cui interpretava la figlia di Chuck Norris: Sally McQuade. Kimmell fa un'apparizione come guest-star in un episodio dell'A-Team nell'Ottobre del 1983, apparì in altri importanti telefilm, sempre come guest-star, tra cui Charlie's Angels, La famiglia Bradford, e Hunter.
Kimmell non recita più, ma fece un intervento audio per l'uscita in DVD di Venerdì 13 parte III: Weekend di terrore (1982), in cui parlava della sua esperienza e di quello che era successo subito dopo.
Nel sito ufficiale del film si può leggere una sua dichiarazione in cui spiega la ragione per cui ha abbandonato la carriera di attrice: Non sono un'amante dei film da bollino giallo, credo che i film debbano essere un veicolo per la trasmissione di buoni valori e di moralità. Non mi piace il sesso sullo schermo.

## Filmografia

### Cinema
- Rivals, regia di Lyman Dayton (1981)
- Week-end di terrore (Friday the 13th Part III), regia di Steve Miner (1982)
- Sweet Sixteen, regia di Jim Sotos (1983)
- Una magnum per McQuade (Lone Wolf McQuade), regia di Steve Carver (1983)
- La regina dell'inferno (Night Angel), regia di Dominique Othenin-Girard (1990)

### Televisione
- Il tempo della nostra vita (Days of Our Lives) – soap opera (1965)
- Charlie's Angels – serie TV, episodio 2x03 (1977)
- La famiglia Bradford (Eight Is Enough) – serie TV, episodio 3x05 (1978)
- Delta House – serie TV, episodi 1x01-1x11 (1979)
- Out of the Blue – serie TV, episodio 1x07 (1979)
- Texas – serie TV, 51 episodi (1980)
- Midnight Offerings, regia di Rod Holcomb – film TV (1981)
- The Return of the Beverly Hillbillies, regia di Robert M. Leeds – film TV (1981)
- Henry e Kip (Bosom Buddies) – serie TV, episodio 2x03 (1981)
- Code Red – serie TV, episodio 1x04 (1981)
- L'albero delle mele (The Facts of Life) – serie TV, episodio 3x19 (1982)
- Happy Days – serie TV, episodio 9x21 (1982)
- Soldato Benjamin (Private Benjamin) – serie TV, episodio 2x19 (1982)
- Saranno famosi (Fame) – serie TV, episodio 2x16 (1983)
- Alice – serie TV, episodio 7x12 (1983)
- Sutters Bay, regia di Bill Persky – film TV (1983)
- T.J. Hooker – serie TV, episodi 1x12-3x04 (1983)
- A-Team (The A-Team) – serie TV, episodi 2x05-2x06 (1983)
- Cuore e batticuore (Hart to Hart) – serie TV, episodi 4x10-5x16 (1982-1984)
- Il mio amico Arnold (Diff'rent Strokes) – serie TV, episodi 4x07-6x08-6x23 (1981-1984)
- Dynasty – serie TV, episodio 5x03 (1984)
- Hollywood Beat – serie TV, episodio 1x06 (1985)
- Hotel – serie TV, episodio 3x13 (1986)
- Ancora tu (You Again?) – serie TV, episodio 1x05 (1986)
- Febbre d'amore (The Young and the Restless) – serie TV, 4 episodi (1986)
- Hunter – serie TV, episodio 3x06 (1986)
- Cose dell'altro mondo (Out of This World) – serie TV, episodio 1x23 (1988)
- Codice Trinity: attacco all'alba (By Dawn's Early Light), regia di Jack Sholder – film TV (1990)